# Gynoplistia (Gynoplistia) fergusoniana
Gynoplistia (Gynoplistia) fergusoniana is een tweevleugelige uit de familie steltmuggen (Limoniidae). De soort komt voor in het Australaziatisch gebied.